# Falles del Pirineu
Les falles del Pirineu és una tradició festiva ancestral que se celebra en diversos llocs de les contrades dels Pirineus. Se celebren al voltant del solstici d'estiu amb l'excepció de la Fia-Faia que se celebra al solstici d'hivern. Són Patrimoni Immaterial de la Humanitat segons resolució del Comitè intergovernamental per a la salvaguarda del Patrimoni immaterial, de la UNESCO, de data 1 de desembre de 2015.
Hi ha pobles on el ritual es va perdre, mentre que a d'altres s'ha mantingut, com a mínim fins on arriba la memòria oral. També hi ha llocs on es va recuperar després d'un parèntesi, com a Alins, al Pallars Sobirà, on a la dècada del 1980 un grup de quatre amics van decidir de manera espontània baixar falles per revitalitzar la festa major, empesos pel record d'una dona del poble que els havia contat que això s'havia fet. A Andorra l'Associació de Fallaires d'Andorra la Vella és una de les organitzacions que ha permès que la festa rebera el reconeixement de la UNESCO.

## La falla

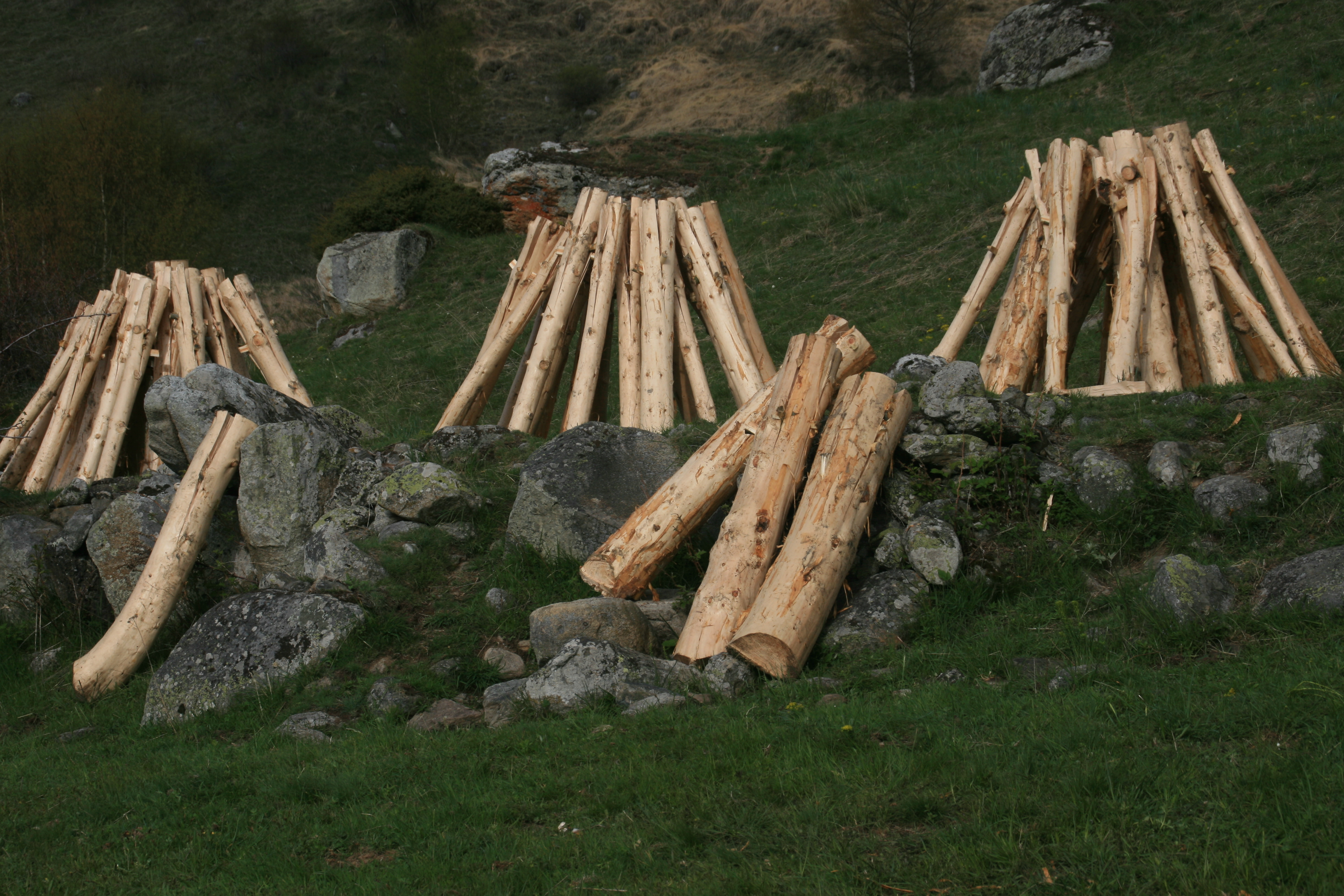
Troncs preparats per a ser cremats per a la festa de les falles del Pirineu

Falla és un tronc o teia encesa, sinònim de torxa. Es tracta d'una baixada en fila que els fallaires, originalment joves solters, des de llocs alts del territori, fan amb grans troncs encesos. En el cas de la Pobla de Segur, la baixada es fa en parelles i existeixen dos rols: fallaire i pubilla.
És anterior a la pràctica de les fogueres i és comú en diferents poblacions del Pirineu. Les falles acaben en una foguera al mig del poble després d'haver-ne recorregut els carrers per espantar els mals esperits. Hi ha una gran varietat de tipologies de falles segons la seva aparença, els materials i el procés de construcció, de fet, pràcticament n'existeix una per a cada població on es baixen falles.
Estan documentades des del segle xi. El punt d'encendre la falla es diu faro, foro, haro o noms derivats que han quedat en la toponímia.
Un costum que ja forma part del passat és la restricció de baixar per a les dones, un fet que a la Pobla de Segur es va mantenir fins al 2018 i que es va resoldre amb una votació. El canvi no només va propiciar poder dur la falla, sinó també participar activament en tot el procés que comença un mes abans anant a buscar les fustes al bosc. També hi va haver un referèndum a Taüll l'any 2008, però amb el resultat en contra a l'equiparació, i van ser sis dones que van tirar pel dret i van baixar de totes maneres.

## La celebració

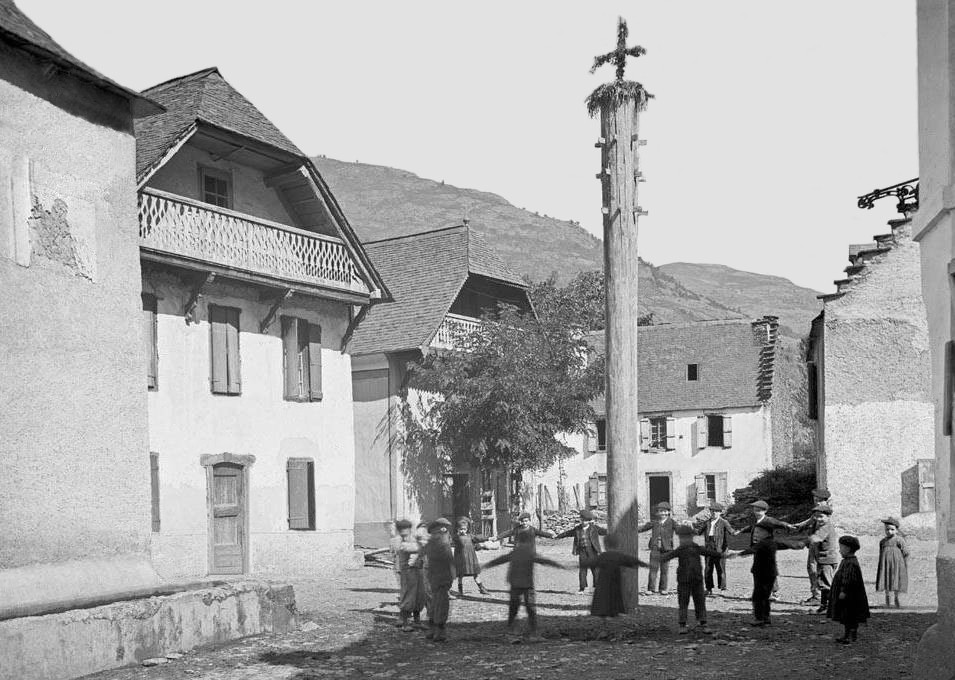
Infants preparant la crema deth Haro en una plaça de Les (1907)

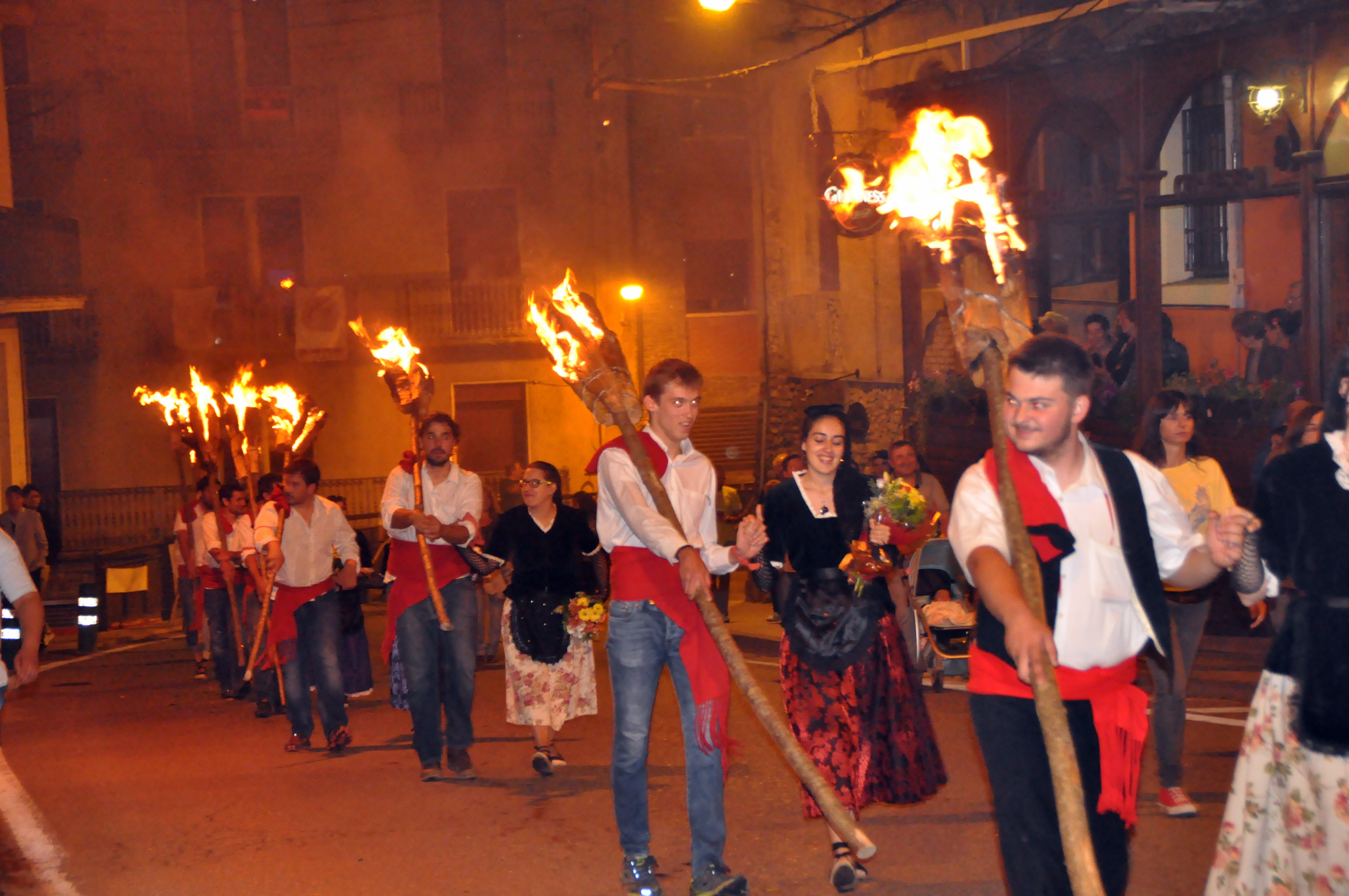
Desfilada de fallaires i pubilles de la Pobla de Segur l'any 2014 a l'altura de la corba del mirall

El dia de la celebració els joves fallaires es troben a un indret elevat de la muntanya i ben visible des del poble. Quan cau la nit, els fallaires encenen les seves falles i comencen descendir (corrent un cop s'acosten al poble) portant el foc fins a la plaça, guiats pel fadrí major o cap de colla. Un cop a la plaça, són rebuts amb música i alegria i es fa una gran foguera amb les falles mig consumides al voltant de la qual es ballen danses tradicionals.
Tot i que la celebració segueix el mateix patró a tots els pobles i té el mateix simbolisme, se'n troben variacions locals acompanyades de diferents manifestacions populars o simbòliques. A Isil, al Pallars Sobirà, després de l'arribada del foc a la plaça del poble i d'obsequiar els fallaires amb flors, coca i vi, es dibuixa una creu a la porta del cementiri per retre homenatge als antics fallaires i conjurar els esperits, a continuació del ball de danses tradicionals al voltant de la foguera. A la Pobla de Segur, al Pallars Jussà, els fallaires pugen a la muntanya de Santa Magdalena al capvespre i allí fan germanor mentre esperen que caigui el sol. Un cop s'ha fet de nit, encenen les falles i baixen fins al poble on les pubilles els esperen per a desfilar per tot el poble. Un cop cremada la falla, la parella va a fer-li una ofrena a la Verge de Ribera a l'església local i acaben la festa ballant la Sardana de La Pobla de Segur amb totes les parelles.
A la Vall d'Aran i el Comenge, les variacions són més notables. A Les se celebra la Crema deth Haro, que consisteix a cremar un tronc d'avet d'uns dotze metres d'alçada que roman plantat la plaça de la vila des de l'any anterior i ballar danses araneses al seu voltant, i a Arties es beneeix el tronc i s'arrossega per tot el poble fins a la casa de l'alcalde, mentre els joves salten per sobre del taro durant el recorregut. A la veïna comarca del Comenge es mantenen tradicions similars a les araneses: la nit de Sant Joan, hi encenen el brandon a Banhèras de Luishon, Frontinhan de Comenge, Jusèth d'Aisaut, Judèth de Luishon, Montauban de Luishon, Sent Mamet, Mostajon, Mairenha, Marinhac, Sent Avantin, Sent Biat, Salas e Pratvièlh, Òu, Sent Pèr d'Ardet i Sauvatèrra de Comenge. El costum de cremar brandons el primer diumenge de quaresma s'estén per diversos pobles francesos i suïssos (als Alps s'anomena aquesta tradició les failles).
Les falles se celebren pels volts del solstici d'estiu, que coincideix més o menys amb la festa de Sant Joan, el 24 de juny, tot i que es poden fer, en certs llocs, fins finals de juliol o més enllà, per associació amb les festes majors d'estiu. Una excepció n'és la Fia-Faia de Bagà i la de Sant Julià de Cerdanyola, que se celebren durant la nit de Nadal, el 24 de desembre.

## Llocs dels Pirineus on se celebren les festes de les falles

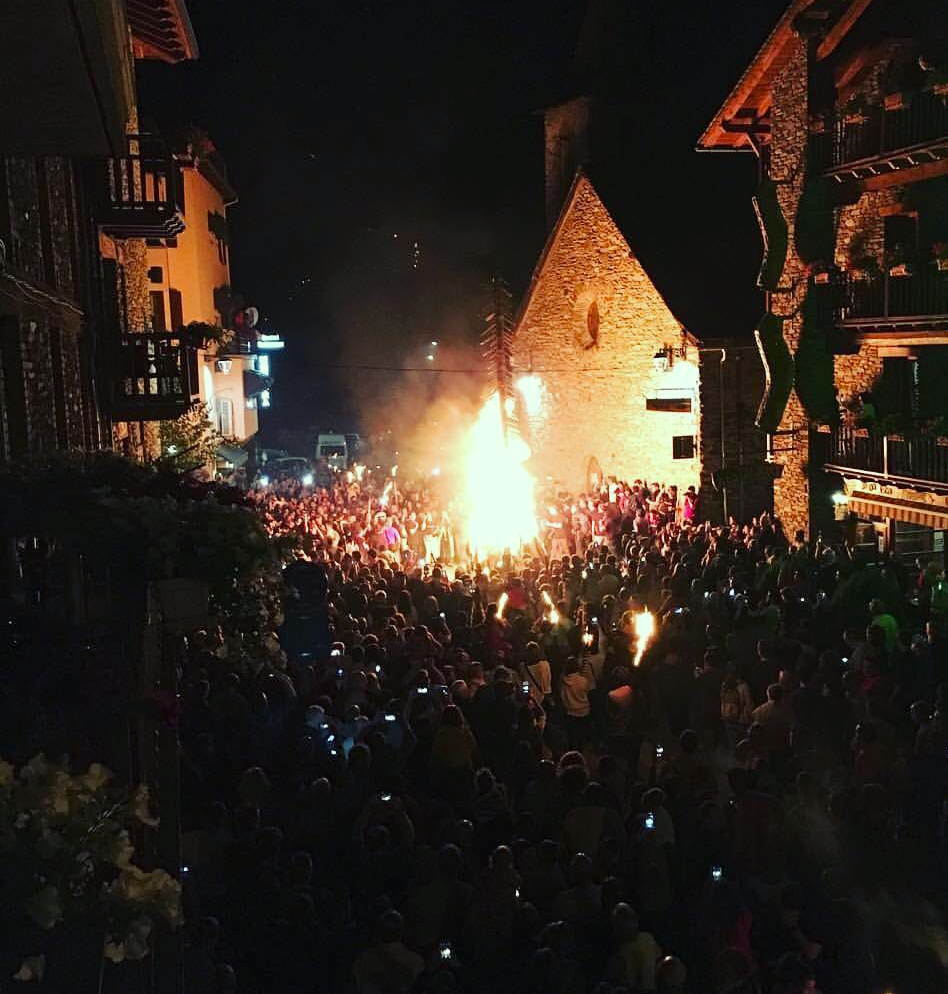
Falles d'Alins el 2016

Aquestes són algunes zones on se celebren les festes de les falles:
- Festa de les falles de La Pobla de Segur. Cada 17 de juny, vigília de la festa major antiga en honor de la verge de Ribera.
- Córrer falles a la Vall de Boí. La primera baixada és a la localitat de Durro, amb la festa de Sant Quirc. La nit de Sant Joan es baixen les falles de Boí. El següent cap de setmana es baixen a Barruera. Al principi del mes de juliol es corren falles a Erill la Vall i s'acaba amb la baixada de falles de Taüll, a mitjan juliol.
- Baixada de falles a altres indrets de l'Alta Ribagorça. La nit de Sant Joan es baixen les falles de Senet, Vilaller, i el Pont de Suert.
- Alta Ribagorça aragonesa: Montanui, Aneto, Castanesa, Bonansa, Les Paüls, i Vilarrué; també en la població benasquesa de Saünc.
- Falles d'Isil a la localitat d'Isil, a la Vall d'Àneu, a Alós, també a la Vall d'Àneu i a Alins (Vall Ferrera), al Pallars Sobirà.
- A l'Alt Urgell se celebren a Alàs.
- Al Berguedà se celebra la Fia-Faia a Bagà i Sant Julià de Cerdanyola la Nit de Nadal, durant el solstici d'hivern.
- A l'Estat francès: Banhèras de Luishon, Mostajon i vall de Varossa
- El Principat d'Andorra, on les falles es fan amb l'escorça del bedoll, també ha recuperat la festa i les baixades de falles, rodes de foc i fallaires per les muntanyes.[13][14]

El total són unes 63 localitats.